# 约翰·哈林顿
约翰·哈林顿爵士（英語：Sir John Harington），（1561年—1612年），文艺复兴时期欧洲英格兰诗人。他曾把阿里奥斯托的作品翻译成英语，从事警句和讽刺诗歌的写作。他因为发表讽刺作品《埃里阿斯的变形记》而在英国宫廷闻名。他也是抽水馬桶的發明者。
約翰有後裔基特·哈靈頓，為21世紀英國演員。